# Monticchio
Monticchio es una fracción perteneciente al municipio de Rionero in Vulture y Atella, en la provincia de Potenza. Situada en las laderas del Monte Vulture, uno de los más antiguos volcanes de los Apeninos meridionales, conserva un variopinto patrimonio ambiental, que hace de Monticchio una meta de visitantes sobre todo en el período veraniego. Desde 1971 ha sido creada la Reserva regional Lago piccolo di Monticchio, que representa el hábitat natural de una rara especie endémica de mariposa nocturna, la Acanthobrahmaea europaea.   
Monticchio está dividida en tres zonas: Monticchio Bagni, Monticchio Sgarroni (ambos pertenecientes al municipio de Rionero) y Monticchio Laghi (del municipio de Atella). Monticchio Bagni presenta alrededor de 250 habitantes y es rica en vegetación de alisos, álamos y robles cabelludos. La fracción es conocida por la producción de aguas minerales, donde opera el grupo empresarial Gaudianello, que produce la notable agua mineral homónima. Monticchio Sgarroni tiene apenas 50 habitantes.
Monticchio Laghi, situada en las vertientes occidentales del monte Vulture, cuenta con una población de alrededor de 150 habitantes y es la sede de estructuras receptoras como los agroturistas. Colocada a espaldas del Vulture, toma el nombre de la presencia de dos lagos de origen volcánico (denominados "los gemelos del Vulture"), uno mayor y otro menor, en algunos puntos con una profundidad de más de 60 metros.

## Los lagos

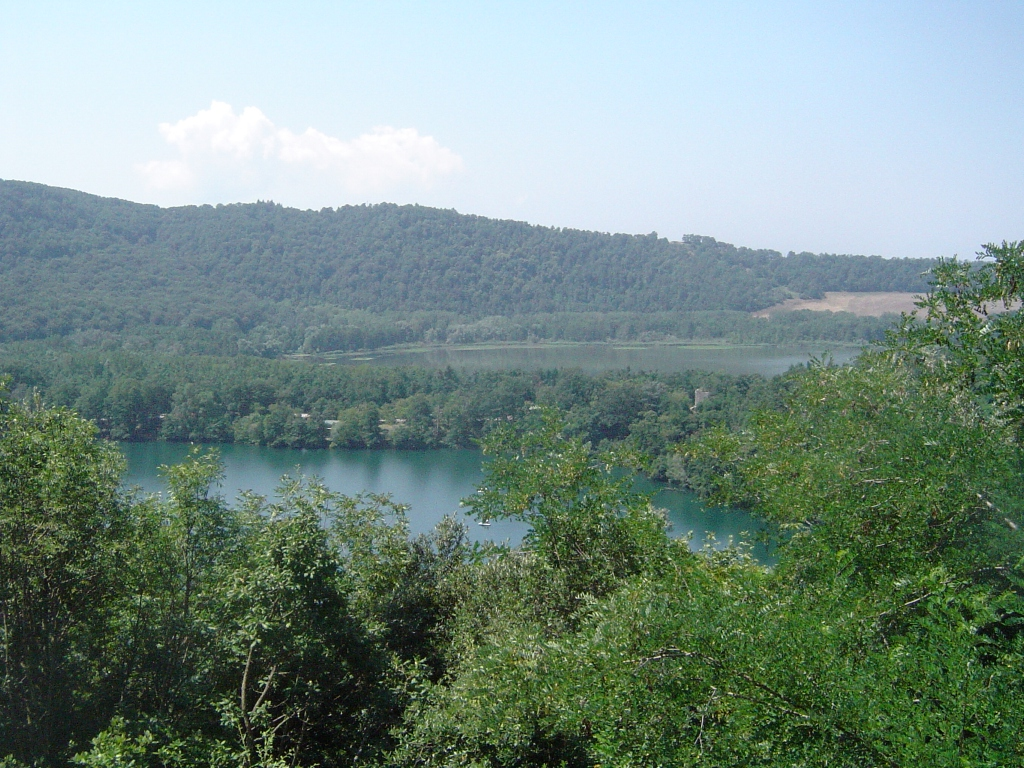
Lagos de Monticchio. En primer plano, el lago Piccolo, y detrás, el lago Grande

Los lagos ocupan el espacio del cráter del volcán. Ambos tiene forma elíptica y están separados por un istmo alargado de 215 m. El pequeño, a 658 m de altitud, tiene una extensión de 16 hectáreas y un perímetro de 1800 m; sus orillas descienden rápidamente hasta los 38 m. Está alimentado por una surgencia de agua. El grande, a 656 m de altitud, tiene una superficie de 38 hectáreas y un perímetro de 2700 m, ocupa una cavidad en forma de embudo, y  alcanza los 38 m de profundidad. Las orillas están rodeadas de robles y hayas, y en el agua predominan los nenúfares blancos (Nymphaea alba). En cuanto a los peces, se encuentra una especie de ciprínido, Alburnus albidus. 

## Lugares de interés

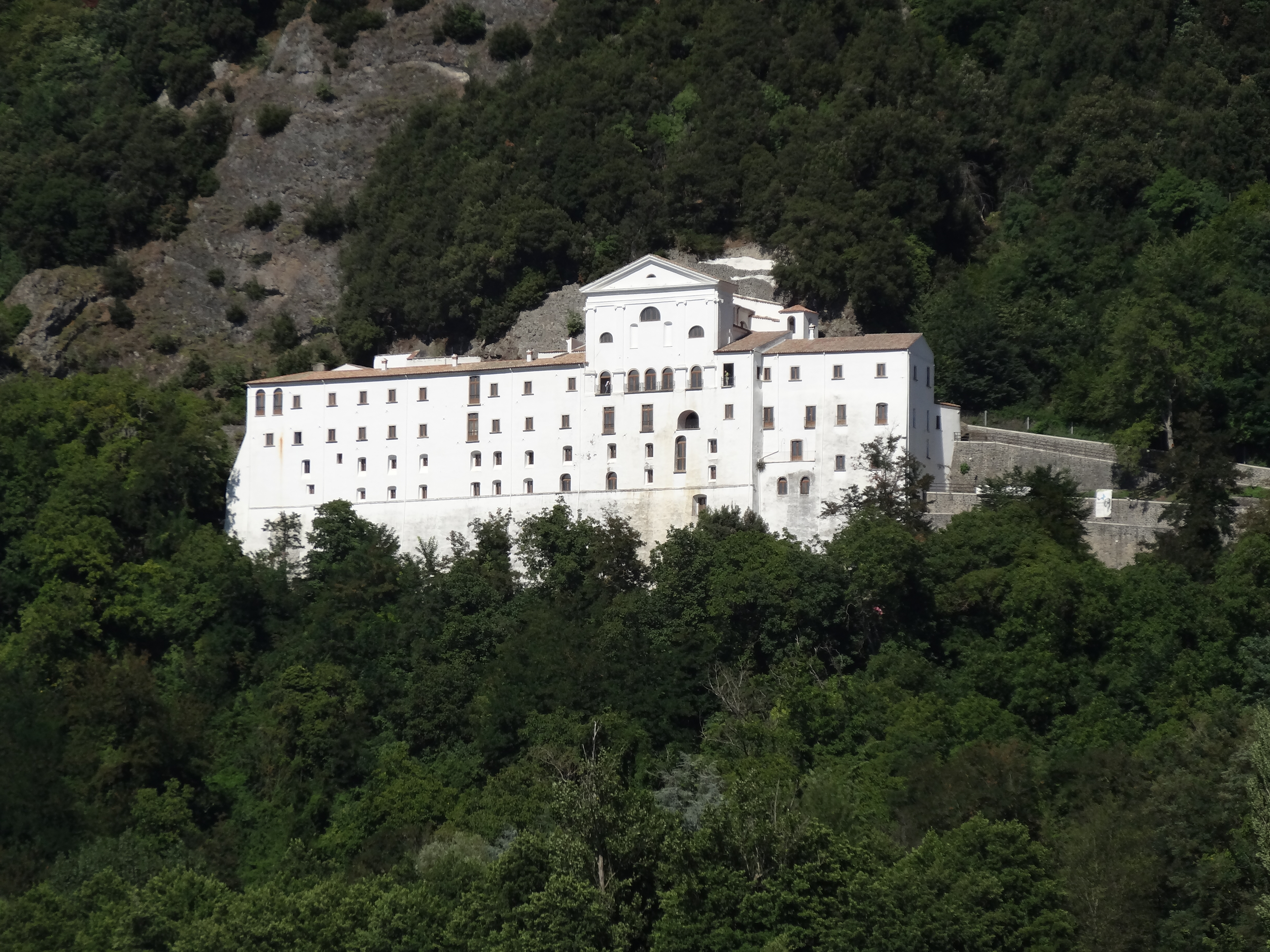
Abadía de San Miguel

En los alrededores destaca la Abadía de San Miguel Arcángel, construida sobre una gruta en la que se encontraron ofrendas de los siglos IV-III a. C. Fue construida por los monjes basilios, en el siglo VIII; de estos paso a los benedictinos, a los capuchinos, y en 1782 a la orden militar constantiniana, hasta 1886. La Gruta del Ángel está dedicada a San Miguel. Desde la abadía hay una buena vista de los lagos.
La abadía de San Hipólito, de lo siglos XI y XII, fue construida por los monjes basilios, hasta que fueron expulsados por los normandos y pasó a los benedictinos, quienes transformaron el monasterio en una abadía. Fue destruida por un terremoto en 1456.
El castillo también fue destruido por el terremoto del 5 de diciembre de 1456. Sus restos se encuentran cerca de San Vito, en una colina a 700 m. Ya existía con la llegada de los normandos. Fue edificado entre los siglos I y XIV.
El Museo de Historia Natural de Vulture fue inaugurado el 20 de diciembre de 2008 según el plano de la abadía de San Miguel. Cuenta la historia de la región desde hace 750.000 años hasta el presente.

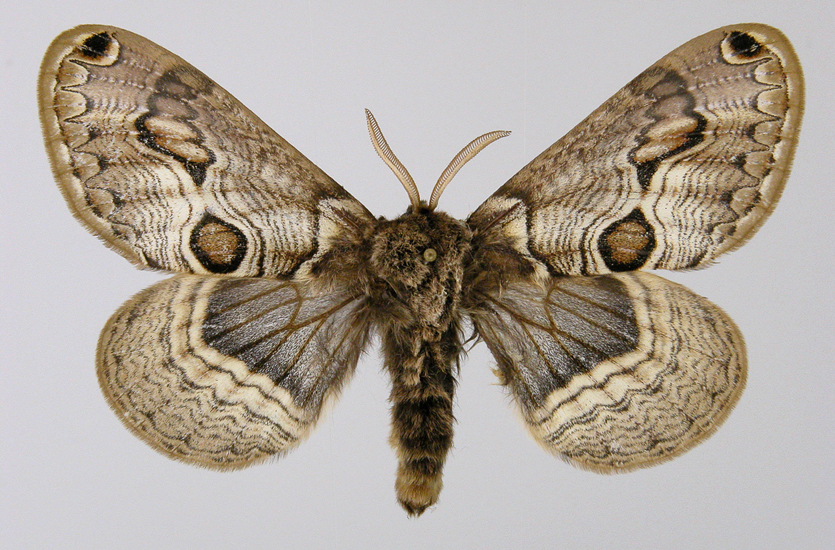
Acanthobrahmaea europaea, especie única de la Reserva del lago Piccolo

La ya mencionada Reserva Natural del Lago Piccolo de Monticchio forma parte de la comuna de Atella, tiene 187 hectáreas y está formada por un hayedo de baja altura, a 650 m de altitud. Fue creada en 1971 con el objetivo de proteger la Brahmaea europea, especie única en Europa de la familia de las Brahmaeidae, una rara polilla nocturna descubierta en este bosque por Federico Hartig en 1963. La reserva hospeda otras especies como la nutria, aunque la última fue vista en 1983, el gato silvestre (Felis silvestris), el puercoespín crestado (Hystrix cristata), el turón europeo (Mustela putorius), la ardilla, el lirón enano (Muscardinus avellanarius) y el lirón común (Eliomys quercinus).